# Håkan Malmrot
Håkan Malmrot (n. 29 noiembrie 1900, Örebro, Suedia – d. 10 ianuarie 1987, Karlskrona, Comitatul Blekinge, Suedia) a fost un înotător ce a reprezentat Suedia, medaliat olimpic. A participat la o ediție a Jocurilor Olimpice (1920) în care a câștigat două medalii de aur.